# Mitchell Bay Band of San Juan Islands
Die Mitchell Bay Band of San Juan Islands ist eine der von der Regierung der Vereinigten Staaten nicht als Indianerstamm anerkannte Gruppen im Bundesstaat Washington. Fälschlicherweise gelten sie gelegentlich als vom Bundesstaat anerkannt, nach Angaben des Governor’s Office of Indian Affairs von 2008 gibt es allerdings keine vom Bundesstaat anerkannten Stämme.

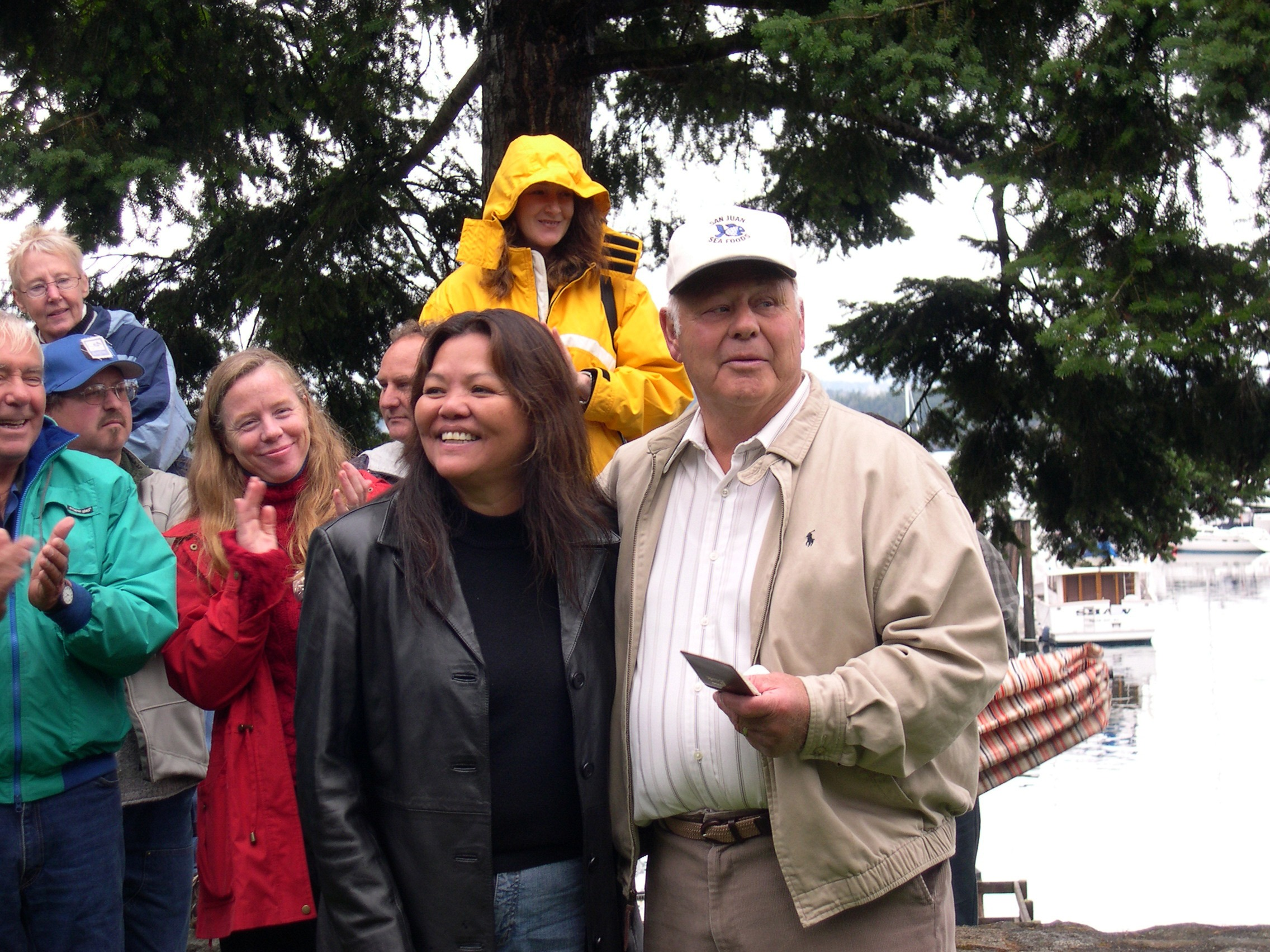
Edward W. Chevalier, einer der Älteren (elders) der Mitchell Bay Band, fotografiert im Mai 2004

Die Mitchell Bay sind Nachkommen von Küsten-Salish-Gruppen, die über Generationen auf den San Juan Islands und dem gegenüberliegenden Festland von Vancouver Island lebten. Der Name taucht erstmals 1919 zur Bezeichnung einer Siedlung an der gleichnamigen Bucht auf der Insel San Juan Island im Nordwesten auf.

## Geschichte
Nach der mündlichen Überlieferung geht ihr Dorf Taleqamus auf Songhees zurück; es lag im Westen der San Juan Island. Weitere Songhish-Dörfer ließen sich archäologisch an der Open Bay auf Henry Island, an der Garrison und an der Wescott Bay auf San Juan Island nachweisen. Auf letzterer Insel fand man gegenüber von Spieder Island ebenfalls Überreste eines Dorfes.
Der sogenannte Pig War (Schweinekonflikt) um die genaue Grenzziehung zwischen den USA und Kanada fand zwischen 1859 und 1872 vor allem auf den San Juan Islands statt. Die Mitchell Bay hielten sich aus dem Konflikt heraus und handelten mit Vertretern beider Staaten. Mit Einsetzen des Fraser-Canyon-Goldrauschs kamen nach 1858 vermehrt Weiße auf die Insel. Die Zahl der Mitchell Bay sank bis 1919 auf 181, bis 1980 auf wenig mehr als 100.
1919 nannte Charles Roblin, der im Auftrag des Office of Indian Affairs von 1916 bis 1918 einen Überblick über die verstreuten Indianer der Region erstellen sollte, die Bewohner der Bucht erstmals Mitchell Bay Band. Nach seiner Zählung gehörten ihr 41 Indianer an, andere jedoch nennen für das Jahr 1919 250 Angehörige.

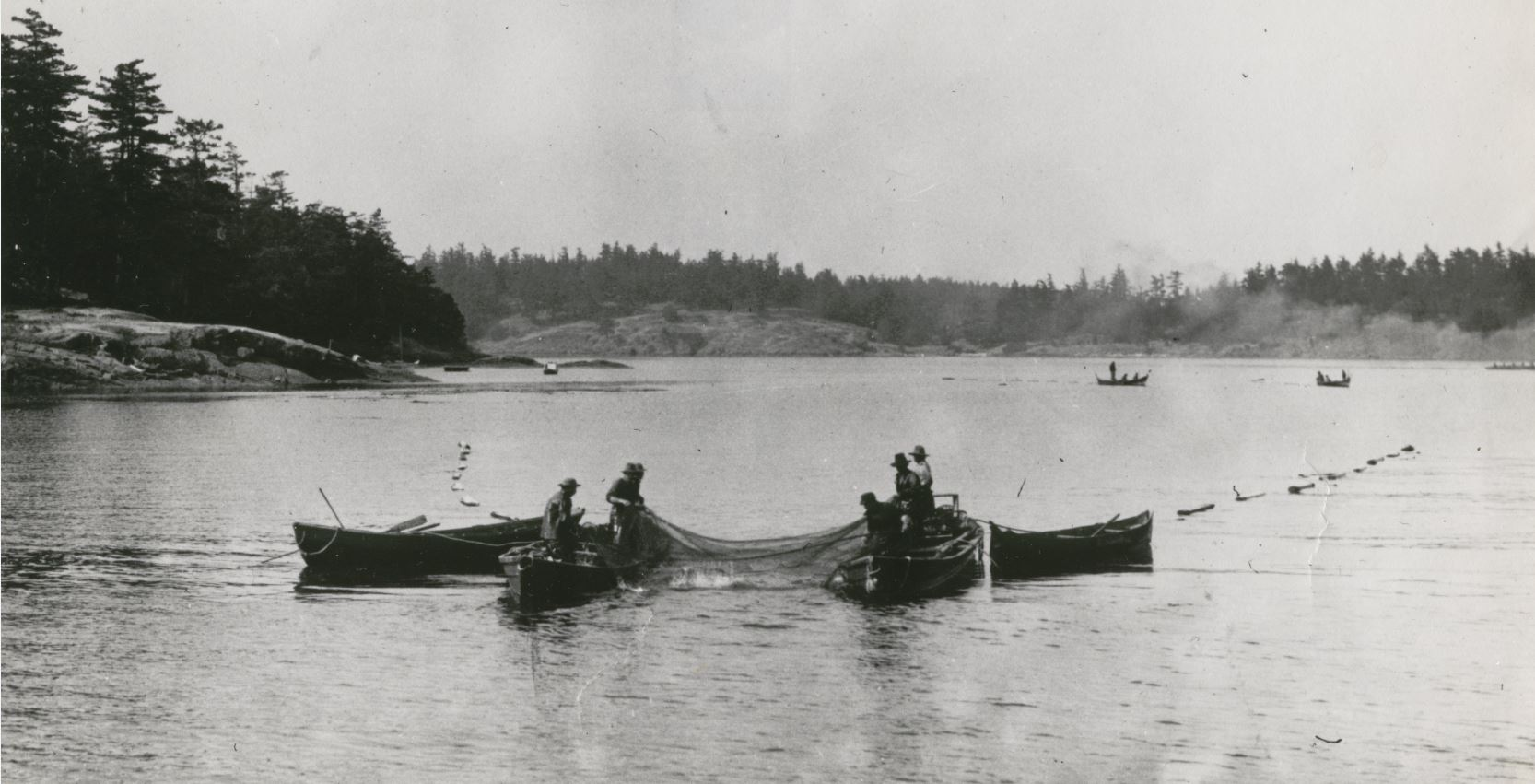
Traditioneller Fischfang

Ihre Lebensgrundlage ist seit jeher der Fischfang. Sie kämpfen um die staatliche Anerkennung, weil daran die Fischrechte hängen. 1974 gab einer von ihnen, Charles Chevalier, eine Art von Ausweisen an die Mitglieder aus. Zum ersten Mal fuhr eine Gruppe wieder zum Fischen aus. 1982 erkannte sie das Innenministerium als eine „Gruppe“ von Indianern an, die den „San Juan Island Indians“ ähnlich sei.
Mit Docket 214 unternahm sie 1957 einen Versuch, Anerkennung zu finden, doch die Indian Claims Commission lehnte diesen mit der Begründung ab, die meisten von ihnen hätten Vorfahren von den Lummi und den Samish, so dass ihr Verfahren denen der beiden Stämme zugeschlagen wurde.
Die Gruppe wies bis weit in die 1980er Jahre eine gewisse Instabilität auf, zumal auch kanadische Küsten-Salish zu ihr gehörten. 1989 gehörten ihr etwa 110 Mitglieder an, viele von ihnen gehörten zugleich anerkannten Stämmen an.
Charles Chevalier, geboren am 1. Juni 1930, starb am 7. April 2018.